# Hermann Immongault
Hermann Immongault, né le 30 mai 1972 à Lastoursville, est un diplomate et homme politique gabonais.
Dernier ministre des Affaires étrangères d'Ali Bongo avant sa chute, il est désormais ministre de l'Intérieur du gouvernement dirigé par le président Oligui Nguema.

## Biographie

### Naissance et famille
Hermann nait le 30 mai 1972 à Lastoursville dans la province de l'Ogooué-Lolo. Il est le fils de Guillaume Barrès Immongault, enseignant. Il est le frère de Régis Immongault.

### Études et formation
Il suit sa scolarité au Gabon jusqu'à l'obtention d'une licence en Lettre modernes à l'Université Omar Bongo en 1996. Il poursuit ensuite son parcours au Canada où il valide un bachelor en Sciences Politique (1999) et un master en Relations Internationales (2001) à l'Université de Laval. Puis, il obtient un DEA en Relations Internationales à l'IEP Paris en 2002.
À l'issue de ses études, il rentre au Gabon où il est intégré à la fonction publique pour le compte du ministère des Affaires étrangères en 2003. Il y travaille plusieurs années en tant que chargé d'études jusqu'en 2009 où il est nommé Premier Conseiller à l'Ambassade du Gabon en France. Il est successivement ambassadeur du Gabon en Turquie et en Éthiopie.

## Ascension politique
Le 8 septembre 2022, il est nommé ministre délégué auprès du ministre des Affaires étrangères. Il vient seconder Yolande Nyonda déjà ministre déléguée. Suite au décès brutal de Michael Moussa Adamo, il assure l'intérim en tant que ministre des Affaires Etrangères. Il prend officiellement la tête du ministère le 28 avril 2023 au sein du gouvernement Bilie-By-Nze II. Il occupera cette fonction jusqu'à la chute du régime par les militaires du CTRI.
À la suite du coup d’État d'aout 2023, il fait partie des trois derniers ministres d'Ali Bongo conservés dans le gouvernement de transition. Il est nommé ministre délégué auprès de la Présidence en charge de l'Intérieur et de la Sécurité. Le 17 janvier 2024, il est finalement nommé ministre plein à la faveur d'un remaniement où le président de la transition se défait des portefeuilles de la Défense et de l'Intérieur,. Le 5 mai 2025, il est maintenu aux mêmes fonctions dans le premier gouvernement post-transition, et ses responsabilités sont élargies à la Décentralisation.